# Plesiochron
Plesiochron kommt aus dem Griechischen von plesio (fast, benachbart) und chronos (Zeit) und ist ein Begriff der Nachrichtentechnik. 
Zwei Systeme arbeiten plesiochron, wenn sie dieselbe nominelle Taktrate verwenden, aber kleinere Abweichungen möglich sind. Diese führen zu Phasenfehlern, erlauben aber die Verwendung synchroner Techniken für eine gewisse Zeit, während deren die Phasenfehler keine Auswirkungen haben. Danach muss eine erneute Synchronisation erfolgen.
Der Begriff wird selten verwendet, ist aber durch die Plesiochrone Digitale Hierarchie wieder aktuell geworden. Die bekannte asynchrone Datenübertragung ist asynchron auf Zeichenebene, aber plesiochron auf Bitebene.